# Gumpelstadt
Gumpelstadt ist ein Ortsteil der Kreisstadt Bad Salzungen im Wartburgkreis in Thüringen.

## Geografie
Gumpelstadt befindet sich in einer Höhe von etwa 280 Metern am Südwestrand des Thüringer Waldes. Der Ort liegt etwa fünf Kilometer nordöstlich von Bad Salzungen. Der Moorgrund, das Tal des Moorbachs, verläuft von Gumpelstadt nach Nordwesten.

## Geschichte
Der Ort wurde 1155 erstmals urkundlich erwähnt. Bedeutende Rechte am Ort hatte zunächst das Kloster Fulda, bevor der Ort 1346 an das Haus Wettin kam.
Gumpelstadt war von 1629 bis 1664 von Hexenverfolgungen betroffen. Eine Frau und ein Mann wurden in Hexenprozessen verbrannt, eine Frau starb unter der Folter.
1680 fiel Gumpelstadt durch die ernestinische Erbteilung an das Fürstentum Sachsen-Meiningen. Der Ort zählte zunächst zum Amt Altenstein, ab 1868 zum Landkreis Meiningen und kam 1950 zum Kreis Bad Salzungen. Im Jahr 1955 lebten im Ort 1223 Einwohner.
Historische Erwerbszweige im Ort waren Land- und Viehwirtschaft, später auch Bergbau und Textilgewerbe.
Am 25. März 1994 wurden die Gemeinden Gumpelstadt, Waldfisch und Witzelroda aufgelöst und zur neuen Gemeinde Moorgrund zusammengefasst.
In Zusammenhang mit der Thüringer Gebietsreform wurde die Gemeinde Moorgrund am 1. Dezember 2020 nach Bad Salzungen eingemeindet.

## Verkehr

### Straßenverkehr
Durch den Ort verläuft die B 19 im Abschnitt Eisenach – Breitungen/Werra – Meiningen. 2009 erfolgte der Baubeginn einer Ortsumgehung, die am 1. September 2011 für den Verkehr freigegeben wurde.

### Schienenverkehr
Die nächstgelegenen Bahnstationen mit Haltepunkten der Süd-Thüringen-Bahn befinden sich in der Kreisstadt Bad Salzungen und im sieben Kilometer entfernten Ettenhausen an der Suhl.

### Busverkehr
Die Buslinien 190, 191, 192, 195 und 197 des Verkehrsunternehmen Wartburgmobil verbinden den Ort mit Eisenach, Bad Liebenstein, Möhra und Bad Salzungen.

## Kultur und Sehenswürdigkeiten

### Naturschutzgebiet Jauchzenthal

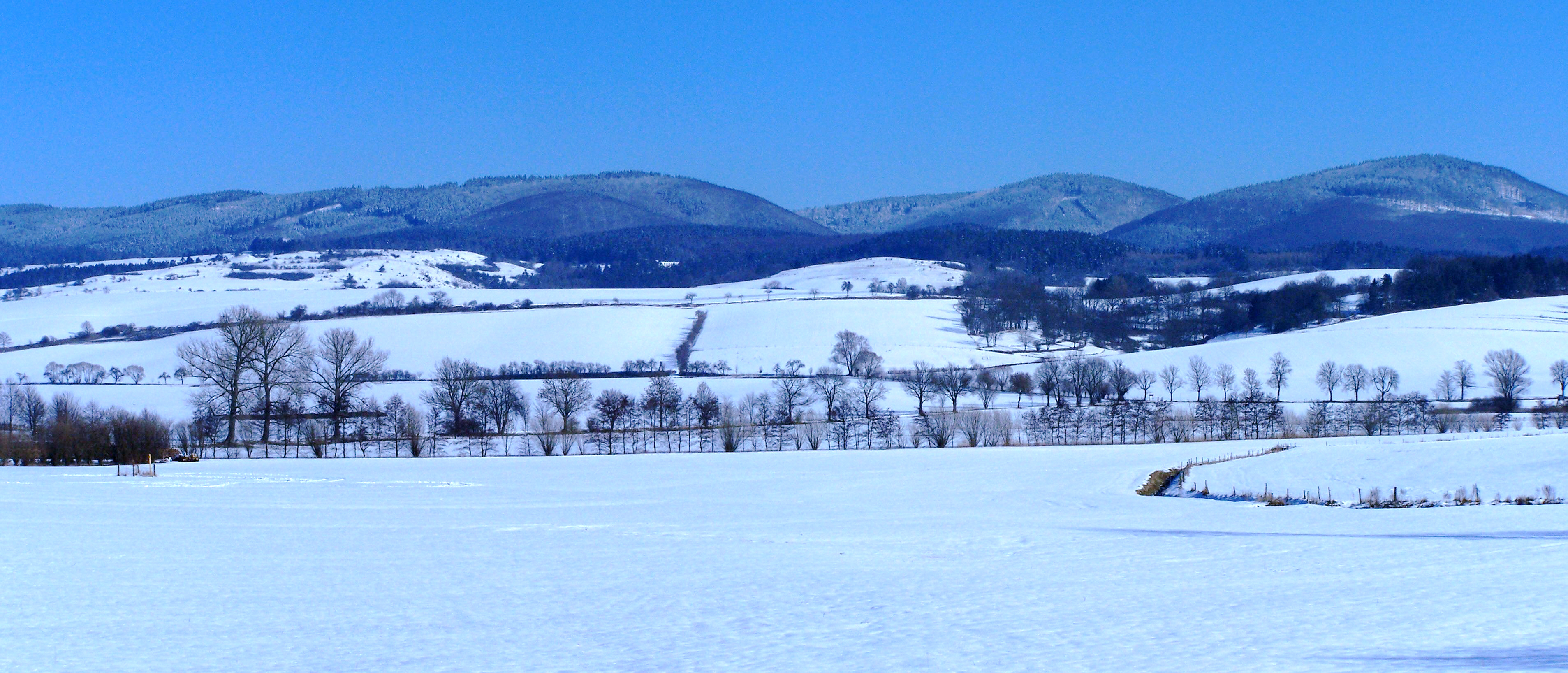
Die Ausläufer des Thüringer Waldes bei Gumpelstadt

Das Naturschutzgebiet Jauchzenthal wurde am 6. April 1995 ausgewiesen. Es umfasst eine Gesamtfläche von etwa 3,6 Hektar. Die Ausweisung erfolgte auf Grund des hier laut Schutzwürdigkeitsgutachten nachgewiesenen Standorte der seltenen Pflanzen Breitblättriges Knabenkraut und der Trollblume. Um diesen Bestand, der sich nur als Folgeerscheinung der bisherigen Kulturlandschaft entwickeln konnte, auch weiter zu erhalten, wurde eine Strategie für geeignete Schutz- und Pflegearbeiten erstellt, welche alljährlich im August durchzuführen sind. Neben der Flora wurden im Schutzgebiet 47 Vogelarten, 17 Schmetterlingsarten und neun Säugetierarten bestimmt. Einige Tier- und Pflanzenarten stehen in Thüringen bereits auf der Roten Liste gefährdeter Arten. Der BUND, Kreisverband Wartburgkreis wies das Jauchzenthal bei Gumpelstadt als Biotop des Monats Juni 2001 aus.

### Naturschutzgebiet Alte Warth
Das zweite Naturschutzgebiet befindet sich im Osten der Gemarkung am Berg Alte Warth. Es umfasst eine Gesamtfläche von etwa 86,1 Hektar und wurde ebenfalls am 6. April 1995 ausgewiesen. In unmittelbarer Nachbarschaft befindet sich eine Forschungsstation und das Informationszentrum Alte Warth des Naturparks Thüringer Wald.

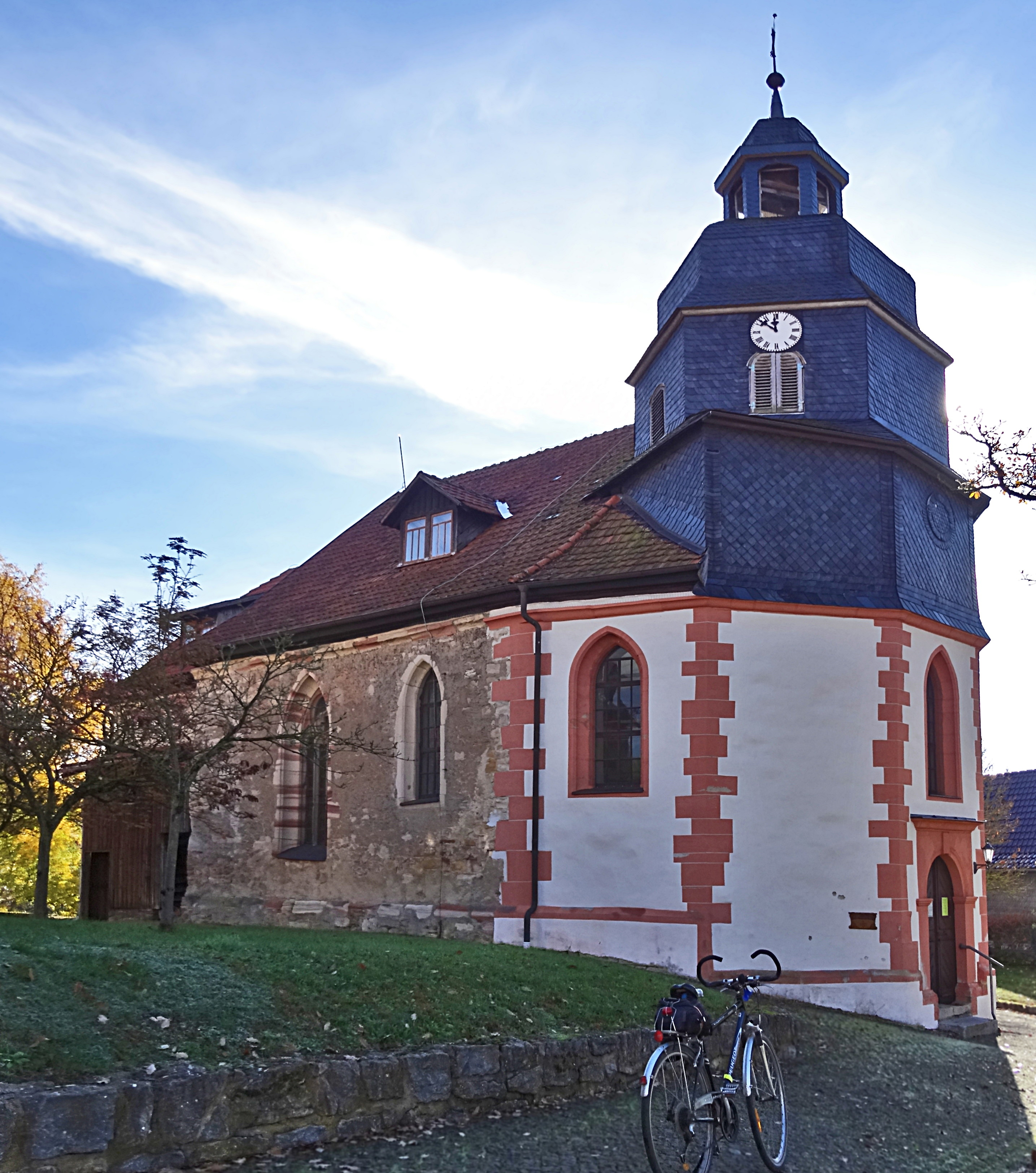
Georgskirche

### Dorfkirche
Die Georgskirche steht in der Hauptstraße.

## Persönlichkeiten
- Margarete Schuck (1861–1950), Schriftstellerin